# Anatolij Bietiechtin
Anatolij Władimirowicz Bietiechtin (ros. Анатолий Владимирович Бетехтин, ur. 20 września 1931 we wsi Argunowo, rejon wołogodski Kraju Północnego, zm. 27 października 2012 w Moskwie) – radziecki dowódca wojskowy, generał armii (1988).

## Życiorys
Był absolwentem Kijowskiej Szkoły Artylerii Samobieżnej (1953), Wojskowej Akademii Wojsk Pancernych (1961), Wojskowej Akademii Sztabu Generalnego (1972) i Wyższych Kursów Akademickich przy Wojskowej Akademii Sztabu Generalnego (1980).
W służbie wojskowej od 1950. W latach 1953–1957 był dowódcą plutonu, kompanii podchorążych, następnie dowodził batalionem czołgów. W latach 1966–1974 był starszym oficerem wydziału operacyjnego sztabu armii, zastępcą dowódca pułku czołgów, szefem sztabu i dowódcą dywizji pancernej. Od września 1975 był szefem sztabu armii, od marca 1978 dowodził 8 Gwardyjską Armią, w latach 1981–1986 szef sztabu Odeskiego Okręgu Wojskowego i dowódca Nadbałtyckiego Okręgu Wojskowego. Od lutego 1987 do września 1988 dowodził Zabajkalskim Okręgiem Wojskowym, za czasów jego dowództwa rozpoczęto zmniejszanie liczebności wojsk – w tym wyjście 39 Armii z terytorium Mongolii. Od września 1988 do kwietnia 1992 był 1 zastępcą Głównodowodzącego Wojsk Lądowych.
Deputowany Rady Najwyższej ZSRR 11 kadencji.
Nagrodzony Orderami Lenina, Rewolucji Październikowej, Za Służbę Ojczyźnie w Siłach Zbrojnych ZSRR III klasy i medalami